# 나이지리아 요리

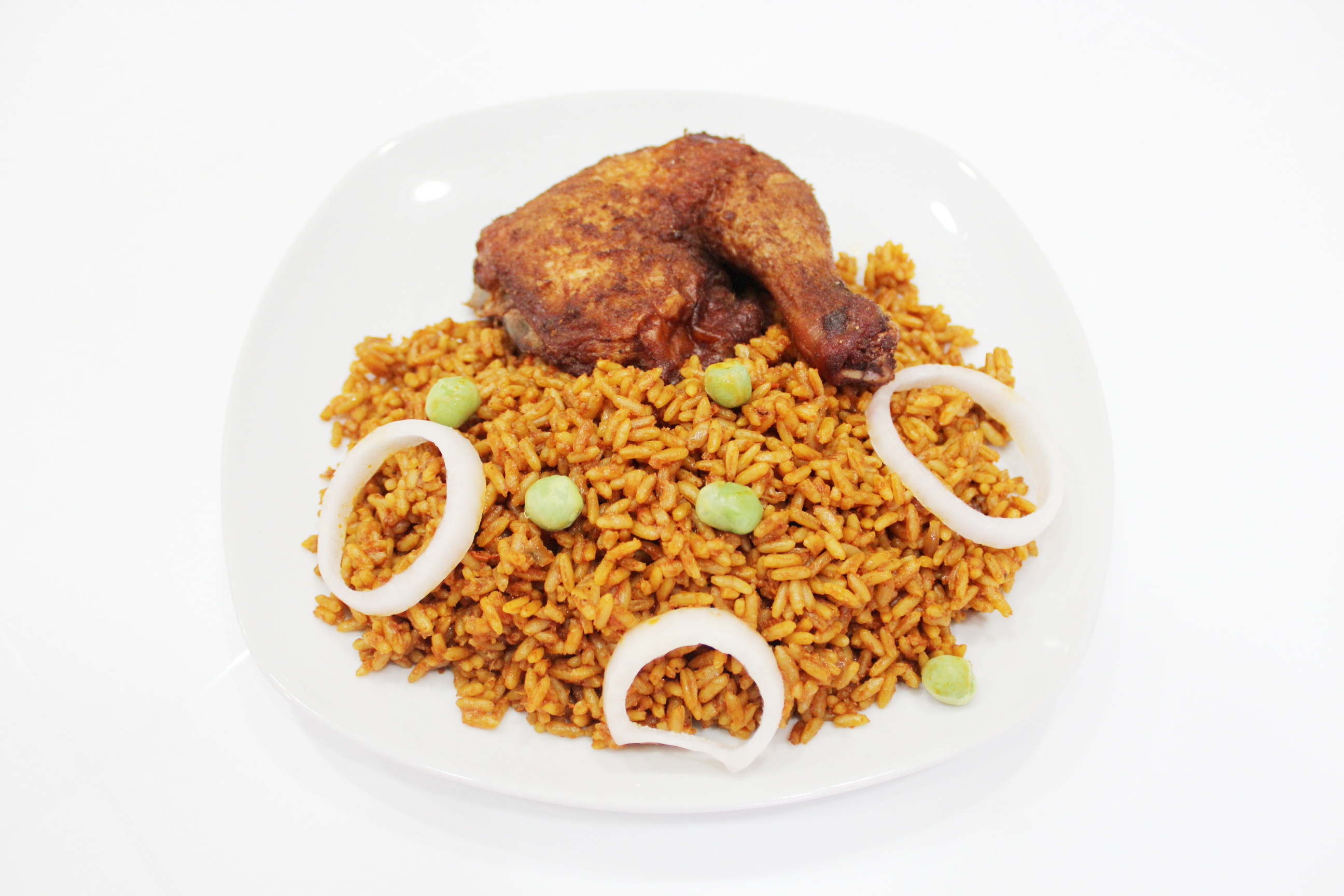
졸로프 라이스와 닭튀김

나이지리아 요리(Nigeria 料理, 영어: Nigerian cuisine 나이지리언 퀴진[*])는 서아프리카에 있는 나이지리아의 요리이다. 다른 여러 서아프리카 국가들의 요리처럼 다양함이 특징이다. 향신료와 허브를 많이 쓰며 야자기름이나 땅콩 기름 따위를 많이 넣어서 맛이 풍부하고 수프를 만들 때에도 그 맛이 베어난다고 한다. 매운 맛이 나는 후추를 자주 넣으며 만찬이 있으며 바베큐를 사먹는데 그 종류가 아주 다양하고 색감도 풍부하다.
나이지리아의 대표적인 요리 목록은 다음과 같다.
- 아팡 : 나이지리아 남동쪽의 에픽스 족의 요리로 채소 수프이다.
- 이얀 : 으깬 감자와 같은 것으로 얌을 으깨서 먹는 요리이다.
- 아말라 : 얌의 껍질을 벗기고 말려서 이얀처럼 만들어 먹는데 좀 더 반죽이 걸죽하고 짙은 고동색을 띤다.
- 땅콩 스튜 : 나이지리아 요리의 꽃으로 불리며 땅콩과 양파, 토마토를 기본으로 하고 닭고기가 쇠고기, 생선 등을 추가적으로 넣기도 한다.
- 친 친 : 밀가루와 달걀로 반죽해 튀겨 먹는 달콤한 쿠키
- 에바 :  보통 가리(gari)라고도 불리는데 아말라와 비슷하지만 반죽을 해서 동그랗게 만들어 먹고 카사바를 넣는다.
- 에구시(Egusi) : 멜론과 잎을 넣어서 끓이는 것으로 토착 향신료와 고기를 넣어 끓여 낸다.
- 알코 : 도도(dodo)라고도 부르며 야채 기름이나 야자 기름을 넣어 바나나잎 따위를 튀겨 낸다.
- 푸푸 : 서아프리카 국가에서 전체적으로 통용되는 음식으로 볼 수 있는 푸푸는 얌이나 코코얌을 넣어서 만드는 것으로 부드러운 반죽을 해서 먹지만 꼭 얌이 아니라 감자나 옥수수 반죽도 쓴다.
- 졸로프 라이스 : 쌀밥으로서 토마토나 그 반죽을 양파, 소금, 홍후추로 곁들여서 먹는다. 정찬식에 꼭 등장한다.
- 쿠누 : 쿠누는 사탕수수나 옥수수로 만들어 먹는 음료이다.
- 모이모이 : 콩을 쪄서 만들어 먹는 후식으로 콩껍질을 벗긴 다음에 모이모이 잎(바나나 잎의 일종)에 싸서 먹는다.
- 수야 : 고기 케밥으로 땅콩과 칠리 후추를 넣는다.
- 소보 : 일종의 주스이다.
- 페이트 : 쌀이나 옥수수를 말려서 먹는 음식으로 북서 아프리카에서 상당히 흔히 발견되는 요리 양식이다.
- 코코넛 밥 : 밥을 코코넛유로 함께 끓인다. 코코넛 즙으로 같이 요리한 밥을 요리와 다른 야채를 곁들여 먹는다.

## 같이 보기
- 서아프리카 요리